# Supplemento al diploma
Il supplemento al diploma (inglese: Diploma Supplement, DS) è un documento in uso tra i Paesi dello Spazio Europeo dell'Istruzione Superiore che può accompagnare un titolo di studio (diploma di maturità o di laurea) per integrarlo con ulteriori informazioni riguardo al percorso di studi. È bene specificare che seppur in Italia la parola diploma è spesso associata soprattutto al diploma di maturità, in questo caso sta ad indicare anche il diploma di laurea.

## Storia
Le basi per lo sviluppo del Supplemento al diploma vennero gettate con la Convenzione sul riconoscimento degli studi e dei diplomi relativi all'insegnamento superiore negli Stati della Regione Europa (adottata a Parigi il 21 dicembre del 1979 e ratificata dall'Italia con la Legge n. 376 il 4 giugno 1982), con la quale si intravedeva l'esigenza di disporre di una documentazione uniformata tra i vari Paesi e quanto più dettagliata possibile circa i singoli percorsi formativi.